# Paul-Louis-Félix Philastre
Paul-Louis-Félix Philastre (né le 7 février 1837 à Bruxelles et mort le 11 septembre 1902 à Buyat-Beaujeu) est un officier de marine et diplomate français, spécialiste de l'Extrême-Orient.

## Début de carrière
Diplômé de l'École navale en 1854, Paul-Louis-Félix Philastre entre au service sur plusieurs navires de guerre, en Méditerranée puis dans les mers de Chine sur le Laplace, la Némésis, l’Avalanche, le Primauguet, la Durance et la Persévérance de 1857 à 1861. Il arrive dans la colonie de Cochinchine cette dernière année. 
En 1863, il est nommé inspecteur aux affaires indigènes à My Tho dans le delta du Mékong et, deux plus tard, devient directeur de la loi indigène. Il tombe malade en 1868, ce qui l'oblige à revenir en France pour se faire soigner. La guerre avec la Prusse le surprend en métropole où il combat lors de la défense de Paris, comme officier d'artillerie.

## Service en Cochinchine et au Tonkin
Après le conflit, il retourne en Cochinchine comme chef de la justice et inspecteur des affaires indigènes de 1871 à 1874. Après un court congé en France, il est une nouvelle fois affecté en Cochinchine. La France à cette époque se tourne vers le fleuve Rouge et son bassin alluvial, le Tonkin, partie nord de l'empire d'Annam, explorations qui indisposent l'empereur Tự Đức, dont l'autorité sur la région, déjà bien faible, se trouve menacée. 
Envoyé en 1873 dans la région par l'amiral Dupré, Francis Garnier s'était emparé le 20 novembre 1873 de la citadelle de Hanoï puis, en peu de temps, des principales place-fortes du delta, remplaçant les mandarins en place par des mandarins alliés, catholiques pour la plupart. 
Il revint à Philastre, alors simple lieutenant de vaisseau, personnellement peu favorable à ces expéditions, de négocier avec Tu Duc, à Hué, un traité qui prévoit l'évacuation des forces françaises du Tonkin. Arrivé à Hué accompagné du régent en second Nguyên Van Thuong, il lui était difficile de faire accepter un traité de paix et d'amitié alors que Garnier faisait la guerre, qu'il fallait d'abord arrêter. 
Philastre se rendit donc au Tonkin via Tourane où il embarqua le 20 décembre. Le lendemain, Garnier était tué par les Pavillons noirs lors d’une sortie à la porte ouest de Hanoï. 
Dès son arrivée, Philastre organisa le départ des troupes françaises. Le 5 janvier 1874, il signait une convention sur l’évacuation de Ninh Bình and Nam Định, et une autre le 6 février sur l’évacuation de Hanoï, qu'il quitta avec les dernières troupes françaises le 12 février. Il eut plusieurs entrevues orageuses avec Jean Dupuis le 17 et le 19 janvier. On lui reprochera d’avoir abandonné à leur sort les mandarins installés par Garnier et de ne pas avoir empêché les massacres de chrétiens. Il est de retour à Saïgon le 4 mars 1874.
Le second traité de Saïgon, signé le 15 mars 1874, reconnaissait la prise de possession par la France des trois provinces de la Cochinchine occidentale, affirmait la reconnaissance par la France de la souveraineté de l'empire d'Annam sur cette région (ce qui sous-entendait la fin de la suzeraineté de la Chine), obligeait l’Annam à accorder sa politique étrangère avec la France et prévoyait la possibilité de demander l’aide de la France en cas de désordres internes.

## Mission au Cambodge et à la cour impériale
Après ces missions diplomatiques, Philastre est nommé représentant du Protectorat français du Cambodge du 1er mai au 9 novembre 1876. Après ce court séjour, il est nommé chargé d'affaires à la cour de Hué, poste qu'il conserve jusqu'en 1879, date de sa mise en retraite de la marine, avec le grade de lieutenant de vaisseau. Il quitte la Cochinchine en 1880 pour enseigner les mathématiques à Cannes et à Nice jusqu’en 1894.

## Travaux savants
Philastre parlait couramment vietnamien et lisait le chinois classique. Il est l'auteur de nombreux travaux sur les administrations chinoises et vietnamiennes. Les plus importantes sont la première traduction en français du Yi Jing et celle, complète et inégalée, du code de l'empereur Gia Long, basée sur le code Qing.

## Distinctions
- Officier de la Légion d'honneur (décret du 21 août 1874)